# Кхамти (язык)
Кханти (также хкамти, кам ти, кхампти, кхампти шан, кханди шан, тай кам ти, тай-кхамти) — тай-кадайский язык, на котором говорят 13 тысяч человек в Мьянме и Индии. Порядок слов в предложении — SOV. У кхамти есть несколько диалектов: ассамский кхамти, сингалинг кхамти, северномьянманский кхамти.

## Классификация
Два сайта, Etnologue.com и Glottolog.com, классифицируют кхамти по-разному.

Классификация согласно Etnologue.com:
Тай-кадайские языки
Кам-тайские языки
Юго-западные тайские языки
Кхамти (язык)
Классификация согласно Glottolog.com:
Тай-кадайские языки
Кам-тайские языки
Бе-тайские языки
Дайские языки
Венмайские центрально-югозападные тайские языки
Группа P
Ассамские шань-тайские языки
Кхамти (язык)

## Письменность
Для записи кхамти используется бирманское письмо.
Согласные:
| Буква | МФА  | Буква | МФА  | Буква | МФА | Буква | МФА   |
| ----- | ---- | ----- | ---- | ----- | --- | ----- | ----- |
| ပ     | /p/  | က     | /k/  | ꩥ     | /ɲ/ | ယ     | /j/   |
| ၸ     | /pʰ/ | ၵ     | /kʰ/ | င     | /ŋ/ | လ     | /l/   |
| တ     | /t/  | ဢ     | /ʔ/  | ꩢ     | /s/ | ရ     | /r-/  |
| ထ     | /tʰ/ | မ     | /m/  | ꩭ     | /h/ | ြ      | /-r-/ |
| ꩡ     | /c/  | ꩫ     | /n/  | ဝ     | /w/ |       |       |

К конечным согласным добавляется диакритический знак этэ (например ပ်). 